# إيتسيك كوهن
إيتسيك كوهن (بالعبرية: איציק כהן‏) (1990 بالقدس في إسرائيل - ) هو لاعب كرة قدم إسرائيلي في مركز الهجوم. لعب مع بيتار القدس ومكابي نتانيا ونادي أسدود ونادي هبوعيل القدس وHakoah Amidar Ramat Gan F.C. ‏.

## وصلات خارجية
- إيتسيك كوهن على موقع قاعدة بيانات كرة القدم.إي يو (الإنجليزية)
- إيتسيك كوهن على موقع Soccerway.com (الإنجليزية)